# فضيحة تجسس لورنس فرانكلين
لورنس فرانكلين موظف سابق بوزارة الدفاع الأمريكية
تضمنت فضيحة التجسس قيامه بتمرير وثائق سرية تتعلق بسياسة الولايات المتحدة تجاه إيران إلى إسرائيل عن طريق محلل إيران البارز في إيباك ستيفن روزن وكيث وايزمان
وقد اعترف فرانكلين بالذنب في العديد من التهم المتعلقة بالتجسس وحُكم عليه في يناير 2006 بحوالي 13 عامًا من السجن وقد تم تخفيضها لاحقًا إلى الإقامة الجبرية لمدة عشرة أشهر.
قال القاضي إليس إن خدمة مجتمع فرانكلين يجب أن تتكون من "التحدث إلى الشباب حول أهمية التزام الموظفين العموميين بالقانون

## خلفية الفضيحة
في 27 أغسطس 2004 نشرت شبكة سي بي إس نيوز قصة تحقيق مكتب التحقيقات الفيدرالي حول جاسوس محتمل داخل وزارة الدفاع الأمريكية يعمل لصالح إسرائيل
وقد كشف النقاب عن الجاسوس يعمل كمحلل سياسي تحت إشراف وكيل وزارة الدفاع للسياسة دوجلاس فيث ثم نائب وزير الدفاع بول وولفويتز
تم التعرف عليه لاحقًا على أنه لورانس فرانكلين الذي عمل سابقًا ملحقًا في السفارة الأمريكية في إسرائيل وكان أحد اثنين من مسؤولي البنتاغون متوسطي المستوى في مكتب وزير الدفاع المسؤولين عن سياسة إيران
اعترف فرانكلين بالذنب لتمرير معلومات شفوية حول توجيه رئاسي سري، ومعلومات أخرى حساسة تتعلق بالمداولات الأمريكية حول السياسة الخارجية فيما يتعلق بإيران إلى إيباك التي بدورها قدمت المعلومات إلى إسرائيل
أشارت مصادر مكتب التحقيقات الفيدرالي إلى أن التحقيق الذي استمر لمدة عام
وفقًا لمكتب التحقيقات الفيدرالي انه في عام 2003 نقل فرانكلين معلومات سرية للغاية شفهياً إلى روزين وكيث وايزمان، محلل إيران البارز في إيباك أثناء وجوده في مطعم تيفولي في أرلينغتون فيرجينيا
في 27 أغسطس، داهم مكتب التحقيقات الفيدرالي مكتب روزين ونسخ المعلومات بجهاز الكمبيوتر الخاص بفرانكلين
وفقًا لصحيفة نيويورك تايمز كان لورانس فرانكلين واحدًا من اثنين من المسؤولين الأمريكيين الذين عقدوا اجتماعات مع منشقين إيرانيين بمن فيهم تاجر الأسلحة المقيم في باريس مانوشير غربانيفار، وهو شخصية رئيسية في قضية إيران كونترا
تمت هذه الاجتماعات التي وافق عليها البنتاغون بوساطة المحافظ مايكل ليدن من معهد أمريكان إنتربرايز، والذي لعب أيضًا دورًا في إيران-كونترا
وذكرت صحيفة جيروزاليم بوست أن الغرض من الاجتماعات كان «تقويض صفقة معلقة كان البيت الأبيض كان يتفاوض بشأنها مع الحكومة الإيرانية» وتحديداً تبادل كبار أعضاء القاعدة المحتجزين لدى إيران مقابل وقف دعم الولايات المتحدة لمقاتلي مجاهدي خلق المناوئين لإيران في العراق.
كان فرانكلين قد تم تعيينه سابقًا في وحدة مكلفة بسياسة البنتاغون تجاه العراق مما أثار مخاوف من أنه ربما تم استخدامه للتأثير على الحرب على العراق
في 30 أغسطس 2004 اعترف مسؤولون إسرائيليون بأن فرانكلين التقى مرارًا وتكرارًا مع ناؤور جيلون، رئيس القسم السياسي في السفارة الإسرائيلية في واشنطن والمتخصص في البرامج النووية الإيرانية لكنهم أشاروا إلى أن هذا كان نشاطًا مناسبًا تمامًا لإيران
لقد قيل أن دوافع فرانكلين قد تكون أيديولوجية أو شخصية وليست مالية
تم إلغاء التصريح الأمني لفرانكلين على الرغم من أنه لم يتم فصله ولكن تم تخفيض رتبته فقط.
وأشارت لائحة الاتهام إلى تورط أفراد آخرين في إيباك ووزارة الدفاع والسفارة الإسرائيلية.
زعمت لائحة الاتهام أيضًا أن كينيث بولاك، أحد موظفي مجلس الأمن القومي أثناء إدارة كلينتون (ومدير الأبحاث في مركز سابان لسياسة الشرق الأوسط التابع لمعهد بروكينغز) قدم معلومات لموظفي إيباك السابقين

## اتهامات جنائية
في 3 مايو 2005 : قدم مكتب التحقيقات الفيدرالي اتهامات جنائية ضد فرانكلين وتزعم أنه في 26 يونيو 2003 كشف فرانكلين عن معلومات سرية تتعلق بالدفاع الوطني تتعلق بهجمات محتملة على القوات الأمريكية في العراق لشخصين هما ستيف ج. روزين وكيث وايزمان، اللذان كانا يعملان في إيباك في ذلك الوقت.
كما زعمت الشكوى أن فرانكلين كشف معلومات سرية لـ «مسؤول أجنبي وأعضاء في وسائل الإعلام»، وأن تفتيش منزل فرانكلين عثر على حوالي 83 وثيقة سرية
في 4 أغسطس 2005 وجهت هيئة محلفين فيدرالية كبرى لوائح اتهام ضد فرانكلين بخمس تهم بانتهاك قانون التجسس الامريكى
- تهمة واحدة تتعلق بالتآمر لإيصال معلومات الدفاع الوطني إلى أشخاص لا يحق لهم الحصول عليها
- ثلاث تهم تتعلق بإيصال معلومات الدفاع الوطني إلى أشخاص لا يحق لهم الحصول عليها
- تهمة التآمر لإيصال معلومات الدفاع الوطني إلى وكيل حكومة أجنبية

بعد مواجهته وافق فرانكلين على التعاون ونقل معلومات ملفقة عن مؤامرات اغتيال وشيكة ضد الأكراد والعراقيين والإسرائيليين للعديد من الأفراد بما في ذلك ويسمان
شعر ويسمان بأنه ملزم بنقل هذه المعلومات إلى إسرائيل

## إقرار بالذنب
في 30 سبتمبر 2005، ذكرت صحيفة واشنطن بوست أن فرانكلين كان يتفاوض على اتفاق مع المدعين العامين وسيعترف بأنه مذنب على الأقل بتهم التآمر
موضحًا أنه شارك معلومات سرية بشأن سياسة الولايات المتحدة تجاه إيران مع المتهمين الآخرين بانتظام في عام 2002
كما قام بتمرير معلومات سرية أخرى إلى مسؤول إسرائيلي بشأن اختبار الأسلحة والأنشطة العسكرية في العراق ودول الشرق الأوسط الأخرى.
في 20 كانون الثاني (يناير) 2006، حكم على فرانكلين بالسجن 12 عامًا و 7 أشهر وغرامة 10000 دولار

## نفى أيباك وإسرائيل اتهامات
ونفت كل من إسرائيل ولجنة الشؤون العامة الأمريكية الإسرائيلية (إيباك) الاتهامات بالتجسس